# Sjiroka Planina
Sjiroka Planina (bulgariska: Широка Планина) är en bergskedja i Bulgarien.   Den ligger i regionen Montana, i den västra delen av landet, 90 km norr om huvudstaden Sofia.
Omgivningarna runt Sjiroka Planina är en mosaik av jordbruksmark och naturlig växtlighet. Runt Sjiroka Planina är det glesbefolkat, med 17 invånare per kvadratkilometer.